# Carteris basalis
Carteris basalis är en fjärilsart som beskrevs av Walker 1865. Carteris basalis ingår i släktet Carteris och familjen nattflyn. Inga underarter finns listade i Catalogue of Life.